# Lawson (namn)
Lawson är ett förnamn och efternamn.

## Personer med efternamnet Lawson
- Eddie Lawson (född 1958), amerikansk före detta motorcylist
- Lucas Lawson (född 1979), kanadensisk före detta ishockeyspelare
- Nigel Lawson (1932–2023), brittisk politiker (konservativ)
- Nigella Lawson (född 1960), brittisk matskribent och TV-kock